# Hypoklorit

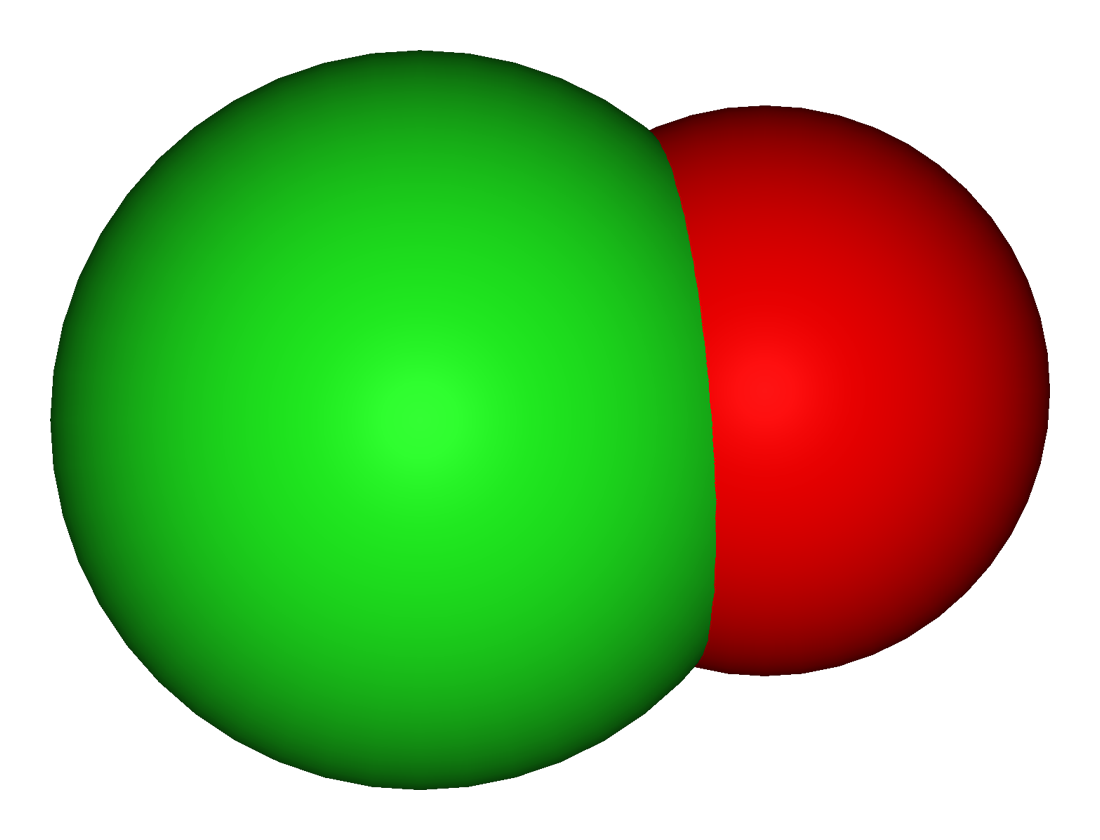
Molekylmodell av en hypoklorit-jon.

Hypokloriter är salter av hypokloritsyra och innehåller hypokloritjonen ClO–.
Hypokloriter är starka oxidationsmedel och har förmågan att bleka andra ämnen. De är också instabila och sönderfaller till klorider, klorater eller till giftig klorgas.